# Bob Benny
Bob Benny (nome verdadeiro:  Emilius Wagemans,  Sint-Niklaas, 18 de maio de 1926 - 29 de Março de 2011) era um cantor  e intérprete de teatro musical belga que ficou conhecido no resto da Europa por ter participado no Festival Eurovisão da Canção por duas ocasiões: em 1959 e em 1961.

## Inícios da carreira
Benny começar a cantar nos finais da Segunda Guerra Mundial, quando ele começou a cantar regularmente num café em Sint-Niklaas.  Nos inícios dos anos 50, ele tinha spots regulares na rádio e lançou o seu primeiro álbum Mijn haart spreekt tot u" (O meu coração fala contigo"). Em 1957, teve o seu primeiro grande êxito com o single "Cindy, Oh Cindy", que alcançou o n.º #2 no Ultratop 50

## Festival Eurovisão da Canção
Em 1959, Benny foi escolhido com a canção  "Hou toch van mij" como a representante Bélgica no Festival Eurovisão da Canção 1959 que teve lugar em 11 de março em Cannes, França.  "Hou toch van mij" recebeu votos de 5 dos outros 10 países participantes e terminou em sexto lugar.
Em 1961, Benny foi novamente escolhido para representar a Bélgica, com a canção "September, gouden roos" ("Setembro, rosa dourada"), no  Festival Eurovisão da Canção 1961, que se realizou novamente em Cannes, a 18 de março.  A canção  "September, gouden roos" apenas conseguiu obter um ponto do júri do Luxemburgo, terminando em 15.º e último lugar, empatado com Jimmy Makulis que representava a Áustria.

## Carreira posterior
Benny lançou dois singles em 1963, "Waar en wanneer" (# 3) e "jou porta Alleen" (# 5). Ele se tornou um ator de teatro musical e tocou em muitos shows de longa duração na Bélgica e na Alemanha .
Em 2001, Benny sofreu um acidente vascular cerebral e caiu em dificuldades financeiras. Um show de beneficência em seu nome, teve lugar em Antuérpia , em abril de 2003, com a música de Richard Rodgers a ser interpretada por  por conhecidos artistas flamengos. Em 2006, Benny comemorou seu aniversário de 80 anos e alegou que ele estava de volta à saúde plena. 
Faleceu no dia 29 de Março de 2011.
| Precedido por Fud Leclerc com Mon amour pour toi | Festival Eurovisão da Canção 1961 1959 1961 | Sucedido por Fud Leclerc com Ton nom |